# Juanita Bynum
Juanita Bynum (Chicago, Illinois em 16 de janeiro de 1959) é uma televangelista pentecostal, autora, atriz e cantora gospel estadunidense.

## Início de vida
Profetisa Juanita Bynum é uma dos cinco filhos de Thomas Bynum e Katherine Bynum. Ela cresceu em Chicago, e recebeu um papel de protagonista em My Fair Lady no jogo anual da Perry Middle School. Bynum participou da Academia Saints, escola da Church of God in Christ (COGIC) em Lexington, Mississippi. Bynum foi criada na St. Luke Church of God in Christ, em Chicago, uma igreja pentecostal, onde seu pai era ancião.

## Vida pessoal
Depois de Bynum se formar no colegial, ela começou a pregar em igrejas próximas e em reavivamentos. Ganhando alguma notoriedade neste momento, ela começou uma série do que ela chama de "Lessons in Submission" ("Lições de submissão").
Em 1996, o Bispo T. D. Jakes convidou Bynum para assistir a uma das suas conferências, onde ela passou de participante para pregadora em 2 anos.
Em 1997, ela lançou "No More Sheets", um vídeo e uma série de fitas de áudio sobre a mudança de seu estilo de vida sexual. Em julho de 1999, Bynum pregou "No More Sheets" para mais de 52.000 pessoas na conferência Woman, Thou Art Loosed!, organizada por Jakes, em Atlanta. Ela começou a aparecer regularmente na Trinity Broadcasting Network.
Em 2000, Bynum começou uma aula sobre os temas da apresentação, caráter e gestão do tempo na igreja New Greater Bethel Ministries em Jamaica, Nova York, com uma classe de cerca de 70 mulheres. Enquanto ensinava, a Women's Weapons of Power Conference foi organizada. Essa conferência de mulheres foi realizada anualmente até 2006.

### Casamento
Bynum foi casada primeiramente no início de 1980, mas o casamento terminou. Bynum sofreu violência doméstica no casamento, mas ela "fez um voto que eu não iria falar sobre essa situação porque era mais de 20 anos atrás".
Bynum casou-se novamente com o Bispo Thomas Wesley Weeks, III em 2002.
Em 22 de agosto de 2007, Bynum foi espancada pelo marido, que finalmente se declarou culpado das acusações de agressão agravada. Semanas depois recebeu três anos de liberdade condicional, 200 horas de serviço comunitário não relacionado à igreja, e ordenado a participar de aconselhamento de gerência da raiva. Em junho de 2008, Bynum e Weeks se divorciaram.

## Discografia
- 1999 Morning Glory (Shekinah)
- 2000 Morning Glory, Volume 2: Behind The Veil (Shekinah)
- 2005 A Piece of My Passion (Flow)
- 2006 Gospel Goes Classical (featuring Jonathan Butler) (Flow)
- 2006 Christmas at Home with Juanita (Flow)
- 2008 Pour My Love On You (Flow)
- 2010 More Passion (Flow)
- 2010 The Diary of Juanita Bynum (Son Flower / Spirit Rising / Music World Entertainment)

Chegou quatro vezes à lista da Billboard 200, sendo a #40, em 2006, sua maior posição.

## Livros
- 1997 The Planted Seed: The Immutable Laws of Sowing and Reaping[7]
- 1997 Don't Get Off the Train: En Route to Your Divine Destination[8]
- 1999 No More Sheets: The Truth about Sex[9]
- 1999 Morning Glory: Devotional[10]
- 1999 Never Mess with a Man Who Came Out of a Cave[11]
- 2000 When You Think You Don't Have a Prayer[12]
- 2003 Matters of the Heart Devotions for Women[13]
- 2004 My Spiritual Inheritance[14]
- 2004 My Spiritual Inheritance Journal[15]
- 2005 My Spiritual Inheritance Devotional[16]
- 2005 A Heart for Jesus[17]
- 2006 Heart Matters: Loving God the Way He Loves You[18]
- 2006 Experiencing His Presence: The Threshing Floor Devotional[19]
- 2006 Walking in Your Destiny[20]
- 2006 Sake van die hart: nuwe hart, nuwe denke, nuwe jy![21]
- 2007 Chosen in the Furnace of Affliction (com Paula Bryant)[22]
- 2010 Secretos del Corazon[23]
- 2011 40 Days to Starting Over: No More Sheets Challenge
- 2012 The Threshing Floor: How to Know Without a Doubt That God Hears Your Every Prayer[24]
- 2012 Op die dorsvloer van gebed: Weet sonder twyfel dat God jou hoor[25]
- 2017 The Juanita Bynum Topical Bible[26]
- 2017 The Juanita Bynum Topical Bible French Edition[27]
- 2017 Matters Of The Heart: Stop trying to fix the old - let God give you something new[28]
- 2017 Praying from the Third Dimension[29]
- 2017 Rezar de Terceiro Dimensio[30]
- 2017 The Passport

## Filmografia
- 2005 Praise the Lord (série de TV), ela mesma[31]
- 2006 Lincoln Heights (série de TV), Tia Leenie[31]
- 2007 Gospel Goes Classical (especial de TV), ela mesma[32]
- 2010 Essence Presents: Faith in 2010 (filme de TV), ela mesma[33]
- 2011 Mama I Want to Sing (filme), Beverly[34]